# Xiafs
 (février 2023).
Si vous disposez d'ouvrages ou d'articles de référence ou si vous connaissez des sites web de qualité traitant du thème abordé ici, merci de compléter l'article en donnant les références utiles à sa vérifiabilité et en les liant à la section « Notes et références ».
Xiafs est un système de fichiers basé sur MINIX fs pour le système d'exploitation Linux et qui a été conçu et développé par Frank Xia. Il est aujourd'hui obsolète.
Devant les limitations de ext (performances, manque de quelques enregistrements de date), deux prétendants à son remplacement ont été développés : ext2 et Xiafs. Les deux systèmes de fichiers ont été inclus au noyau en décembre 1993 (Linux 0.99.15). Ils avaient les mêmes buts : offrir de bonnes performances et des limitations raisonnables (par exemple, supporter des partitions d'au moins 2 Gio) et corriger les faiblesses de ext. 
Initialement, Xiafs était plus puissant et plus stable que ext2, mais il souffrait de plus de limitations (fichiers limités à 64 Mio et partitions limitées à 2 Gio au maximum).
Le seul avantage était qu'il utilisait moins d'espace disque pour ses structures de contrôles et était plus stable par rapport à ext2 à cette époque.
Finalement, Xiafs a très peu évolué par rapport à ext2, qui a bénéficié de l'amélioration de sa stabilité, de ses performances et de l'ajout d'extensions. Ext2 s'est rapidement imposé comme le système de fichiers standard de Linux. Depuis, ext2 est devenu très robuste et mature.
N'étant plus utilisé ni maintenu, Xiafs a été supprimé en même temps que ext dans le noyau Linux 2.1.21.